# Província de San José
La província de San José és una divisió administrativa de Costa Rica. Limita al nord amb les províncies d'Heredia i Alajuela, a l'est amb Cartago i Limón i a l'oest i al sud amb Puntarenas. La província de San José està dividida en 20 municipis o cantons i 111 districtes. Els cantons i les seves capitals són:
- Cantó de San José, San José, capital de la República
- Escazú, Escazú
- Desamparados, Desamparados
- Puriscal, Santiago
- Tarrazú, San Marcos
- Aserrí, Aserrí
- Mora, Colón
- Goicoechea, Guadalupe
- Santa Ana, Santa Ana
- Alajuelita, Alajuelita
- Vázquez de Coronado, San Isidro
- Acosta, San Ignacio
- Tibás, San Juan
- Moravia, San Vicente
- Montes de Oca, San Pedro
- Turrubares, San Pablo
- Dota, Santa María
- Curridabat, Curridabat
- Pérez Zeledón, San Isidro del General
- León Cortés, San Pablo